# Montevarchi Calcio Aquila 1902 2004-2005
Questa pagina raccoglie le informazioni riguardanti il Montevarchi Calcio Aquila 1902 nelle competizioni ufficiali della stagione 2004-2005.

## Rosa
| N. |                    | Ruolo | Calciatore          |
| -- | ------------------ | ----- | ------------------- |
|    | Italia (bandiera)  | D     | Riccardo Bartolozzi |
|    | Italia (bandiera)  | D     | Daniele Bertoli     |
|    | Italia (bandiera)  | A     | Cesare Bertolucci   |
|    | Italia (bandiera)  | C     | Antongiulio Bonacci |
|    | Italia (bandiera)  | P     | Tommaso Bonechi     |
|    | Italia (bandiera)  | C     | Gianpaolo Calzi     |
|    | Italia (bandiera)  | A     | Luca Carletti       |
|    | Italia (bandiera)  | P     | Francesco Conti     |
|    | Italia (bandiera)  | C     | Filippo De Gori     |
|    | Marocco (bandiera) | C     | Anouar El Kamch     |
|    | Marocco (bandiera) | D     | Abdelhak Ezzarouale |
|    | Italia (bandiera)  | A     | Nicola Falomi       |
|    | Italia (bandiera)  | C     | Fulvio Fedi         |
|    | Italia (bandiera)  | C     | Michele Fusi        |

| N. |                   | Ruolo | Calciatore            |
| -- | ----------------- | ----- | --------------------- |
|    | Italia (bandiera) | C     | Andrea Gessa          |
|    | Italia (bandiera) | D     | Claudio Mastropasqua  |
|    | Italia (bandiera) | A     | Marco Micozzi         |
|    | Italia (bandiera) | A     | Francesco Nardi       |
|    | Italia (bandiera) | C     | Federico Nofri Onofri |
|    | Italia (bandiera) | D     | Nicola Olivieri       |
|    | Italia (bandiera) | D     | Valeriano Recchi      |
|    | Italia (bandiera) | D     | Andrea Redditi        |
|    | Italia (bandiera) | P     | Antonio Rossetti      |
|    | Italia (bandiera) | A     | Maurizio Sala         |
|    | Italia (bandiera) | D     | Daniele Saraceno      |
|    | Italia (bandiera) | C     | Francesco Sorbini     |
|    | Italia (bandiera) | A     | Francesco Virdis      |